# O Sheik de Agadir
O Sheik de Agadir é uma telenovela brasileira produzida e exibida pela TV Globo de 18 de julho de 1966 a 17 de fevereiro de 1967, em 155 capítulos. Substituiu Eu Compro Esta Mulher e foi substituída por A Rainha Louca, sendo a 6ª "novela das dez" exibida pela emissora.
Baseada no romance Taras Bulba, de Nicolai Gogol, foi adaptada por Glória Magadan, com direção de Henrique Martins e Régis Cardoso.
Ainda em 1966, o roteiro da novela foi adaptado para o formato de livro (742 páginas), tendo sido lançado numa parceria entre a TV Paulista e a Colgate-Palmolive.

## Sinopse
Um conturbado triângulo amoroso entre o sheik Omar Ben Nazir (Henrique Martins), a jovem Janette  Legrand (Yoná Magalhães) e Maurice Dumont (Amilton Fernandes), um oficial do Exército Francês. Em meio ao romance, estranhos assassinatos vão acontecendo, cometidos por um misterioso personagem, cuja identidade permanece oculta, sendo reconhecido apenas pelo apelido de "rato", e pelas luvas negras que usa para matar suas vítimas.

## Elenco
| Interprete            | Personagem           |
| --------------------- | -------------------- |
| Henrique Martins      | Sheik Omar Ben Nazir |
| Yoná Magalhães        | Janette Legrand      |
| Amilton Fernandes     | Maurice Dumont       |
| Leila Diniz           | Madelon              |
| Mário Lago            | Otto Von Lucken      |
| Márcia de Windsor     | Frieda               |
| Emiliano Queiroz      | Hans Stauber         |
| Marieta Severo        | Éden de Bassora      |
| Yara Lins             | Valentina            |
| Cláudio Marzo         | Marcel               |
| Silvio Rocha          | Ahmed                |
| Luiz Orioni           | Legrand              |
| Vanda Marchetti       | Julieta              |
| Paulo Gonçalves       | Luciano              |
| Angelito Mello        | Ibrahim              |
| Sebastião Vasconcelos | Jean                 |

## Produção
A telenovela de Glória Magadan tinha suas cenas externas gravadas nas dunas de Cabo Frio passando-se pelo deserto do Saara. "O rato" foi o primeiro serial killer das novelas brasileiras e exterminou metade do elenco da trama. No fim, a revelação de que não era um assassino, e sim uma assassina: a jovem princesa árabe Éden de Bassora (Marieta Severo).